# Maurice Buckmaster
Pour les articles homonymes, voir Buckmaster.
Maurice James Buckmaster, né le 11 janvier 1902 à Rugeley (Angleterre), mort le 17 avril 1992, est un homme d'affaires et journaliste britannique, surtout connu comme chef, pendant la Seconde Guerre mondiale, de la section F du service secret britannique SOE (Special Operations Executive), section chargée des actions de sabotage et du soutien à la Résistance intérieure française.

## Biographie

### Premières années
Maurice James Buckmaster naît le 11 janvier 1902 à Rugeley en Angleterre.
Il commence des études à Eton, mais les interrompt lorsque son père fait faillite.
Il est un moment reporter au journal français Le Matin, sous l'autorité de Stéphane Lauzanne.
Il devient banquier, puis, de 1932 à 1936 est directeur général de la branche française de la compagnie Ford.
En 1938, il rejoint l'armée de réserve d'urgence et suit les cours de l'Intelligence Service à Minley Manor. Il en sort avec le grade de capitaine.

### Début de la Seconde Guerre mondiale
En 1939, après la déclaration de guerre, il est envoyé en France avec le premier échelon (cantonné à Lens, Lille, Quevauvillers) sous les ordres du général Sir Giffard Le Quesne Martel, chef de la 50e division du British Expeditionary Force, le corps expéditionnaire britannique commandé par le général Gort.
En mai 1940, sa division opère en Belgique puis bat en retraite aux environs d'Arras, participant aux combats d'Arras, d'Adinkerque et de Dunkerque. De retour en Angleterre le 3 juin 1940, il est affecté aux Services d'information du ministère de la Guerre.
Le 22 juillet, est créé le Special Operations Executive, le SOE.
En septembre, il participe à l'expédition de Dakar (opération Menace) ; il est officier de liaison entre les forces britanniques et les dirigeants de la France libre : le général de Gaulle et le commandant Kœnig.

### Le SOE
De retour en Angleterre en novembre 1940, Buckmaster est nommé responsable de la section T (Belgique) du SOE.
Le 17 mars 1941, il est nommé officier d'information de la section F (France).
En septembre, il devient chef de cette section ; il reste à ce poste jusqu'en juillet 1945.
À l'automne 1944, il est promu au grade de colonel avant de se rendre en France et d'y conduire une mission d'enquête (la mission Judex). Il parcourt les régions libérées et joue un rôle important dans l'appui à certains maquis.
En mai 1945, il est décoré de la Légion d'honneur par le général Kœnig au champ de Mars à Paris.

### L'après-guerre
- 1952, il publie Specially Employed.
- 1958, il publie They Fought Alone.
- 1991, le 6 mai, il est présent lors de l'inauguration du mémorial de Valençay érigé en l'honneur des agents disparus de la section F.
- 1992, il meurt le 17 avril, à l'âge de quatre-vingt dix ans.

## Famille
- Son père : Henri Buckmaster ;
- Sa mère : Mathilde Noson ;
- Son fils : Tim Buckmaster ;
- Ses filles : Sybil (Mrs. Beaton), Tina.

## Décorations
- Royaume-Uni :
  -  Ordre de l'Empire britannique à titre civil, Officier (OBE) à titre civil, le 1er janvier 1945[4].
- France :
  -  Chevalier de la Légion d'honneur
  -  Croix de guerre 1939–1945, palme de bronze
  -  Médaille de la Résistance française
- États-Unis :
  -  Officier de la Légion du Mérite[5].

## Œuvres
- Specially Employed : The Story of British Aid to French Patriots of the Resistance, Batchworth, 1952.
- They Fought Alone: The Story of British Agents in France, Odhams Press Limited, 1958.

## Cinéma
- Maurice Buckmaster joue son propre rôle dans le film de H. Wilcox, Odette, agent S 23 (Odette, 1950), qui raconte l'action d'Odette Sansom-Hallowes.
- Maurice Buckmaster apparaît dans le film de Marcel Ophüls, Le Chagrin et la Pitié, 1969.
- Dans le film A Call to Spy (en) (2019), de Lydia Dean Pilcher, inspiré par l'histoire de trois femmes espionnes du SOE en 1941, son rôle est tenu par Linus Roache.

## Hommages
- Montargis : rue du colonel Buckmaster
- Compiègne : allée du réseau Jean-Marie Buckmaster (il s'agit sans doute du réseau action britannique Jean-Marie-Donkeyman, rattaché à la section F du SOE que dirigeait Maurice Buckmaster).

## Personnalités liées aux réseaux Buckmaster
Certaines personnalités, connues dans différents domaines (littérature, cinéma, politique, etc.), ont travaillé dans les réseaux de la section F. Citons-en quelques-unes :
- Alfred Balachowsky, entomologiste ;
- Jean Pierre-Bloch, président de la LICRA de 1968 à 1993 ;
- Xan Fielding, écrivain et traducteur ;
- Armel Guerne, poète et traducteur ;
- Max Hymans, président d’Air France de 1948 à 1961 ;
- Joël Le Tac, homme politique ;
- Michel de Pontbriand, maire d'Erbray en 1942-44, fait partie du réseau Buckmaster-Oscar, qui opère en Loire-Inférieure (déporté à Flossenburg) ;
- Jorge Semprún, écrivain, membre du PCE et proche des FTP, membre du réseau Jean-Marie Action, qui opère notamment en Bourgogne ; il fut (déporté à Buchenwald).